# Salsola griffithii
Salsola griffithii là loài thực vật có hoa thuộc họ Dền. Loài này được (Bunge) Freitag & Khani miêu tả khoa học đầu tiên năm 1987.